# Puchar Świata w Chodzie Sportowym 1989
14. Puchar Świata w Chodzie Sportowym – zawody lekkoatletyczne, które odbyły się 27 i 28 maja 1989 roku w hiszpańskim mieście L'Hospitalet de Llobregat.

## Rezultaty

### Mężczyźni
|               | 1. miejsce          | Rezultat | 2. miejsce          | Rezultat | 3. miejsce        | Rezultat |
| Chód na 20 km | Franc Kostiukiewicz | 1:20:21  | Michaił Szczennikow | 1:20:34  | Jewgienij Misiula | 1:20:47  |
| Chód na 50 km | Simon Baker         | 3:43:13  | Andriej Pierłow     | 3:44:12  | Stanislav Vezhel  | 3:44:50  |

### Kobiety
|               | 1. miejsce   | Rezultat | 2. miejsce             | Rezultat | 3. miejsce      | Rezultat |
| Chód na 10 km | Beate Anders | 43:08    | Kerry-Anne Saxby-Junna | 43:12    | Ileana Salvador | 43:24    |